# 岩見澤市
岩見澤市（日语：／ Iwamizawa shi */?）為位於日本北海道空知綜合振興局南部的城市，位於石狩平原的東部，也是空知綜合振興局辦公室的所在地。岩見澤市為北海道內的陸上交通要衝之一，市區從石狩川左岸由東向西擴展到夕張山地，境內有很多與石狩川合流的支流，因此橋樑的數量相當多。岩見澤市的水稻耕作面積及收穫量為北海道第一。市内各地設有利根別自然公園等公園和綠地。
由於過去在北海道開拓時期，為了開採幌內煤田（位於現在的三笠市），興建了札幌到幌內之間的道路，當時在幾春別川旁（位於現在的岩見澤市轄區北部）建了讓建築工人休息的場所，稱為「湯浴澤」（ゆあみさわ、Yuamisawa），後逐漸被稱為「岩見澤」（いわみざわ、Iwamizawa），也成為現在城市的名稱。

## 人口
| 岩見澤市人口分布圖 |                                                 |  |
| 岩見澤市與日本全國年齡別人口分布比較圖 （2005年資料） | 岩見澤市的年齡、男女別人口分布圖 （2005年資料） |  |
| ■紫色是岩見澤市 ■綠色是全国 | ■藍色是男性 ■紅色是女性                         |  |
| 岩見澤市人口變化 \| 1970年 \| 89,601人 \| \| \| 1975年 \| 89,369人 \| \| \| 1980年 \| 93,340人 \| \| \| 1985年 \| 95,862人 \| \| \| 1990年 \| 93,312人 \| \| \| 1995年 \| 97,042人 \| \| \| 2000年 \| 96,302人 \| \| \| 2005年 \| 93,677人 \| \| \| 2010年 \| 90,153人 \| \| \| 2015年 \| 84,499人 \| \| \| 2020年 \| 79,306人 \| \| |                                                 |  |
| 資料來源：日本總務省統計中心提供之人口普查數據 |                                                 |  |
| 1970年 | 89,601人                                        |  |
| 1975年 | 89,369人                                        |  |
| 1980年 | 93,340人                                        |  |
| 1985年 | 95,862人                                        |  |
| 1990年 | 93,312人                                        |  |
| 1995年 | 97,042人                                        |  |
| 2000年 | 96,302人                                        |  |
| 2005年 | 93,677人                                        |  |
| 2010年 | 90,153人                                        |  |
| 2015年 | 84,499人                                        |  |
| 2020年 | 79,306人                                        |  |

## 歷史

### 沿革
- 1878年：開拓使在延著幾春別川在通往幌內煤礦的地方設置旅人休息所。[6]
- 1882年11月13日：幌內鐵道的幌內（三笠市）至手宮（小樽市）間路段通車。
- 1883年：開始勸導士族移民，並開始有大量士族進入此地。
- 1884年10月6日：設置岩見澤村並設置戶長役場設置。
- 1891年：北海道煤礦鐵道岩見澤至歌志內（現在的歌志內市）間路段通車通（舊歌志內線、現在的函館線）。
- 1892年2月：栗澤村（後來的栗澤町）從岩見澤村分村。
- 1897年10月：北海道廳在此設置空知支廳。
- 1900年7月1日：成為北海道一級村制，同時北村從岩見澤村中分村。
- 1906年2月1日：改制為岩見澤町。
- 1906年4月1日：栗澤村成立為北海道二級村。
- 1909年4月1日：栗澤村改為北海道一級村。
- 1919年4月1日：北村成為北海道二級村。
- 1943年4月1日：改制為岩見澤市，為北海道第10個、全日本第201個城市。
- 1949年4月1日：栗澤村改制為栗澤町。
- 1985年：國鐵萬字線停駛。
- 1986年：北海道21世紀博覽會開始。
- 1987年：北海道旅客鐵道幌內線停駛。
- 2006年3月26日：栗澤町和北村併入岩見澤市。

## 產業
該市最初是作為煤炭生產和運輸的鐵路而發展的，隨著煤炭工業的衰落，主要產業轉變成農業和工業。農業方面，岩見澤市是日本主要的米、洋蔥、小麥的生產地之一。溫差大的氣候適合水果生產，近年來當地也建立了許多新的酒莊和葡萄園。工業方面，當地的工業製成品出貨量成增長趨勢，以輕工業為主，且食品加工佔總出貨量的40%以上。

## 交通

### 鐵路
- 北海道旅客鐵道
  - 函館本線：幌向車站 - 上幌向車站 - 岩見澤車站
  - 室蘭本線：栗丘車站 - 栗澤車站 - 志文車站 - 岩見澤車站
  - 幌內線：已於1987年停駛。
  - 萬字線：已於1985年停駛。

|  |  |  |

### 道路
| 高速道路 - 道央自動車道：岩見澤交流道 - 岩見澤服務區 一般國道 - 國道12號（中央國道） - 國道234號（由仁國道） 主要地方道 - 北海道道6號岩見澤月形線 - 北海道道30號三笠栗山線 - 北海道道38號夕張岩見澤線 - 北海道道81號岩見澤石狩線 - 北海道道116號岩見澤三笠線 - 北海道道139號江別奈井江線 | 道道 - 北海道道201號岩見澤停車場線 - 北海道道274號栗澤南幌線 - 北海道道275號峰延月形線 - 北海道道340號栗丘幌向停車場線 - 北海道道374號栗澤停車場線 - 北海道道687號美唄達布岩見澤線 - 北海道道728號中幌向栗澤線 - 北海道道789號上志文四條東線 - 北海道道816號峯延稔町線 - 北海道道817號茂世丑最上線 - 北海道道917號岩見澤桂澤線 - 北海道道960號寶水岩見澤線 - 北海道道1121號月形幌向線 - 北海道道1129號三笠栗澤線 - 北海道道1139號栗澤工業區大和線 |

### 巴士

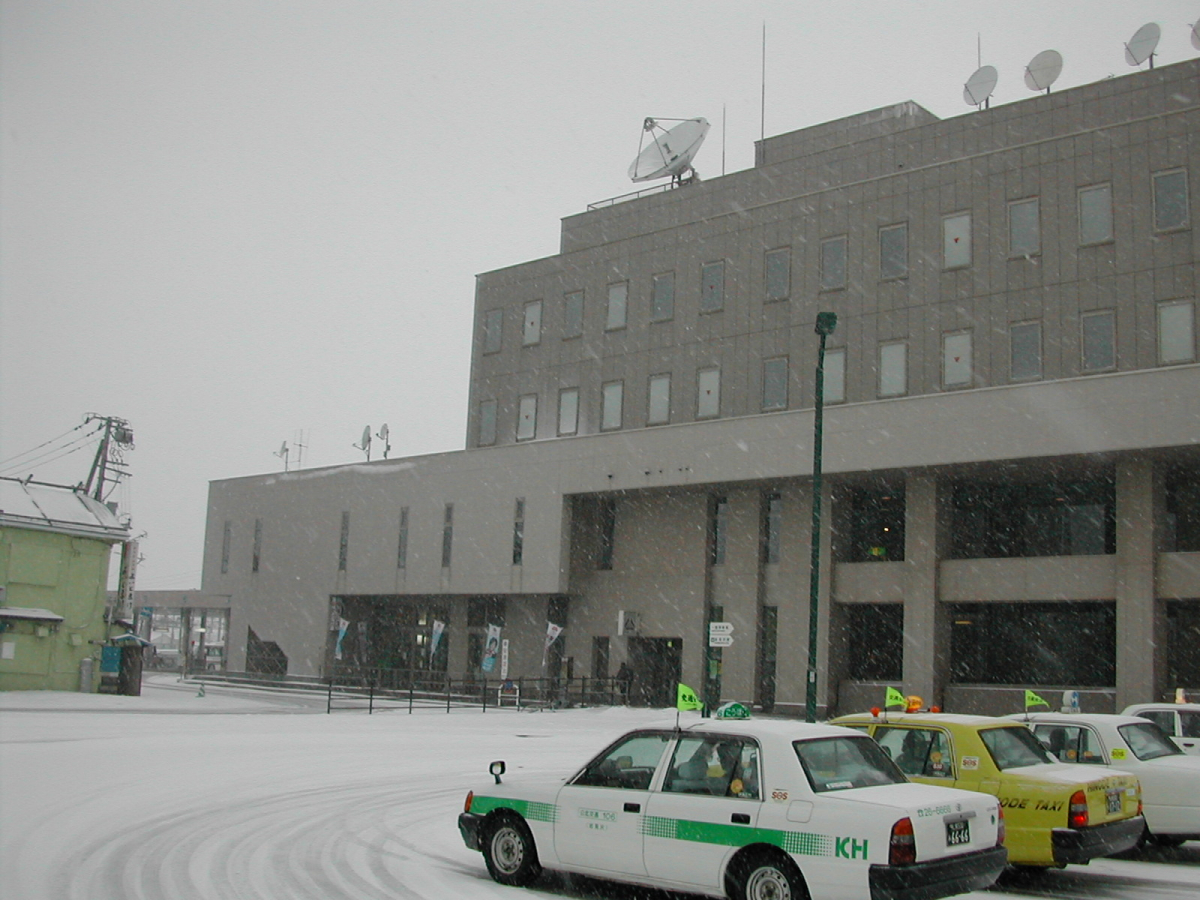
岩見澤巴士車站

- 北海道中央巴士

## 觀光景點
| - 北海道綠色樂園 - 萬字煤山森林公園 - 萬字溫泉 - 岩見澤北村溫泉 - 萬字線朝日車站舊跡 - 舊北海道煤礦汽船鐵道岩見澤工廠 - 岩見澤公園 - 利根別自然公園「大正池」和利根別原生林 - 岩見澤發源地公園 - 玉泉館跡地公園 - 鳩丘記念綠地 | - 國兼家住宅（舊竹野繁次郎家住宅）（岩見澤市指定有形文化財） - 岩見澤雅樂会（岩見澤市指定文化財） - 岩見澤Doka雪祭（2月） - 利根別川清溪作戰（5月） - 岩見澤春祭 - 岩見澤彩花祭（7月） - 岩見澤真夏之雪祭 - 岩見澤町之大盆踊（8月） - 栗澤農業祭（夏季） - 北村田舎慶典（夏季） - 故鄉百餅祭（9月） - 故鄉食和綠慶典（9月） - 岩見澤秋祭 |

## 教育

### 大學
- 國立北海道教育大學岩見澤校

### 專門學校
- 岩見澤市立高等看護學院
- 私立駒澤看護保育福祉專門學校

### 高等學校
| - 道立北海道岩見澤東高等學校 - 道立北海道岩見澤西高等學校 | - 道立北海道岩見澤農業高等學校 - 道立北海道岩見澤高等養護學校 | - 市立北海道岩見澤綠陵高等學校 |

### 中學校
| - 岩見澤市立東光中學校 - 岩見澤市立光陵中學校 - 岩見澤市立綠中學校 - 岩見澤市立豐中學校 | - 岩見澤市立上幌向中學校 - 岩見澤市立清園中學校 - 岩見澤市立明成中學校 - 岩見澤市立北村中學校 |

### 小學校
| - 岩見澤市立岩見澤小學校 - 岩見澤市立中央小學校 - 岩見澤市立南小學校 - 岩見澤市立志文小學校 - 岩見澤市立幌向小學校 | - 岩見澤市立東小學校 - 岩見澤市立美園小學校 - 岩見澤市立日之出小學校 - 岩見澤市立第一小學校 - 岩見澤市立第二小學校 | - 岩見澤市立北真小學校 - 岩見澤市立楓小學校 - 岩見澤市立北村小學校 |

## 姊妹市・友好都市

### 日本
- 南阿爾卑斯市（山梨縣）：由於北村最早的開墾者北村雄治來自若草町，2000年北村與若草町締結友好都市；在北村和若草町各自被合併之後，2004岩見澤市與南阿爾卑斯市重新締結為姊妹都市。
- 讚岐市（香川縣）：由於栗澤町小西地區最早的開墾者來自長尾町，1992年栗澤町與長尾町締結友好都市。
- 砺波市（富山縣）：由於栗澤町砺波地區最早的開墾者來自砺波市，1992年起栗澤町與砺波市開始有固定交流活動。

### 海外
- 波卡特洛（美國 愛德荷州）：於1985年締結姊妹都市。
- 坎比 (奧勒岡州)（美國 奧勒岡州）：於1989年由栗澤町與其締結姊妹都市。
- 玉泉鎮（中華人民共和國 黑龍江省 阿城市）於1982年由栗澤町與簽訂交流議定書，進行農業技術交流。
- 伊春市（中華人民共和國 黑龍江省）：与岩见泽市缔结为友好城市，并于1989年派考察团访问

## 本地出身之名人
- 秋元正博：滑雪跳躍選手
- 江良潤：俳優
- 栗谷川健一：設計師
- 小平忠：政治家
- 鹿内信隆：前富士電視台社長
- 手嶋龍一：NHK華盛頓支局長
- ドウス昌代：作家
- 中村武羅夫：作家
- 能勢之彥：南加州大學教授、心臓外科
- 長谷川勝敏：大相撲前關脇、現為秀之山親方
- 冰室冴子：作家
- 藤岡信勝：拓殖大學教授、東京大學榮譽教授
- 門田昌子：漫画家
- 横井宏考：綜合格鬥家
- 依田紀基：圍棋棋士
- 芹那：前SDN48成員

## 外部連結
- （日語）岩見澤市觀光協會
- （日語）南空知鄉土市町村圈組合 （页面存档备份，存于）
- （日語）空知歷史產業和觀光
- （日語）北海道綠色樂園 （页面存档备份，存于）
- （日語）北村商工會
- （日語）第18回岩見澤Doka雪祭